# Omphalapion
Omphalapion – rodzaj chrząszczy z rodziny pędrusiowatych, podrodziny Apioninae i plemienia Ceratapiini.
Takson ten opisany został w 1901 roku przez Friedricha Juliusa Schilsky'ego. Dawniej traktowany był jako podrodzaj z rodzaju Apion.
Chrząszcze o nieco kulistym, silnie po bokach zaokrąglonym przedpleczu. Czułki smukłe, o drugim członie biczyka widocznie cieńszym niż pierwszy. Samce są dużo mniejsze i ciemniejsze od samic, które mają niebieskie pokrywy.
Należą tu gatunki:
- Omphalapion beuthini (Anton Hoffmann, 1874)
- Omphalapion buddebergi (Bedel, 1887)
- Omphalapion dispar (Germar, 1817)
- Omphalapion hookerorum (W. Kirby, 1808)
- Omphalapion laevigatum (Paykull, 1792)
- Omphalapion pseudodispar Wanat, 1995
- Omphalapion rhodopense (Angelov, 1962)

W Polsce występują: O. buddebergi, O. dispar i O. hookerorum.